# Ta Mok
Ta Mok (1926 — Phnom Penh, 21 de julho de 2006) conhecido como "O Açougueiro", era o antigo chefe militar do Quemer Vermelho e um dos seguidores mais cruéis de Pol Pot. Ele supervisionou assassinatos em massa durante os quatro anos que o regime ultramaoísta ficou no poder no Camboja.